# 卡梅伦·莱斯利
卡梅伦·莱斯利（英語：Cameron Leslie，1990年1月17日—），新西兰男子游泳运动员。他曾代表新西兰参加2008年、2012年和2016年夏季残疾人奥林匹克运动会游泳比赛，获得三枚金牌。